# Mehringplatz
Der Mehringplatz (von 1815 bis 1946: Belle-Alliance-Platz) ist ein bei der Stadterweiterung im Jahr 1734 angelegter Platz am Anfang der Friedrichstraße im Berliner Ortsteil Kreuzberg. Nach der vollständigen Zerstörung des Platzes und der umstehenden Wohnbauten im Zweiten Weltkrieg wurde er in veränderter Form wieder aufgebaut. In der Mitte des runden Platzes befindet sich die Friedenssäule von Christian Gottlieb Cantian. Der Platz galt als sozialer Brennpunkt und wurde von 2019 bis 2022 umgestaltet.

## Namensgebungen

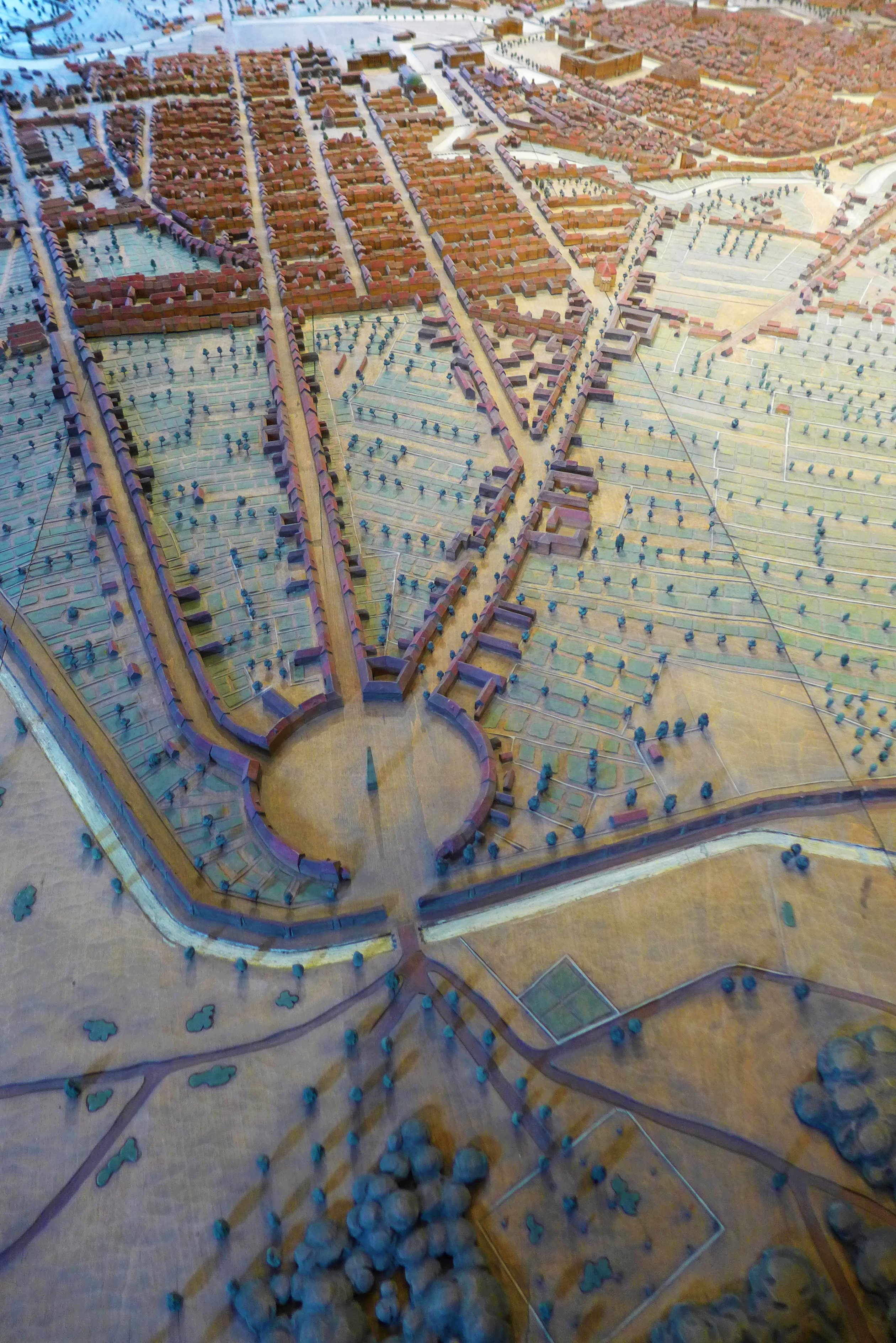
Rondell, Situation um das Jahr 1750 (Berliner Stadtmodell im Märkischen Museum)

### VomRondellzumBelle-Alliance-Platz
Von 1734 bis 1815 hieß der Platz wegen seiner runden Grundform Das Rondell, in anderer Schreibweise Rondel oder Rondeel am Halleschen Thore. Am 22. Oktober 1815 wurde er aus Anlass der Schlacht bei Waterloo vom 18. Juni 1815, in der englische und preußische Truppen unter Wellington und Blücher die Armee Napoleons entscheidend besiegt hatte, umbenannt in Belle-Alliance-Platz nach dem Gehöft Belle-Alliance, südlich von Waterloo in Belgien gelegen. Hier war Blücher mit dem englischen Heerführer Wellington zusammengetroffen, der der Schlacht den Namen des Dorfes Waterloo gab, in dem er sein Hauptquartier hatte.

### Politiker wird zum Namensgeber des Platzes

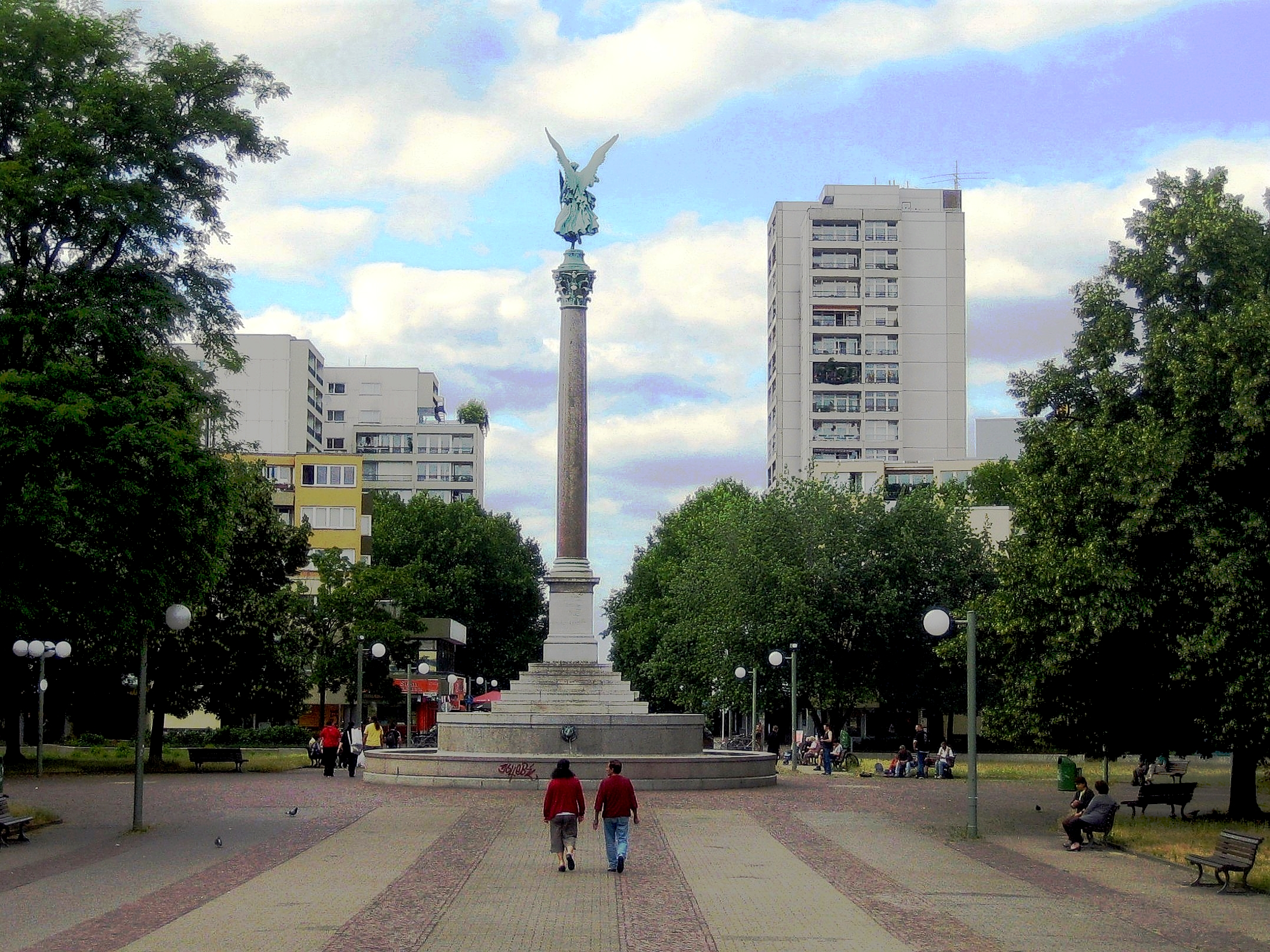
Mehringplatz mit Friedenssäule, Blick in Richtung Norden, 2006

Nach dem Ende des Zweiten Weltkriegs hielt es der kommunistisch dominierte Magistrat Werner für nicht mehr angebracht, mit dem Namen des prominenten Platzes an einen Triumph der preußischen Armee zu erinnern. Am 6. Februar 1946 beschloss er, den Platz in Franz-Mehring-Platz umzubenennen, seit dem 31. Juli 1947 verkürzt zu Mehringplatz. Namensgeber war der Publizist, Politiker und marxistische Historiker Franz Mehring. Im nahegelegenen Gebäude Lindenstraße 3 hatte er von 1906 bis 1911 an der Parteischule der SPD unterrichtet.
Der Mehringplatz ist nicht zu verwechseln mit dem Franz-Mehring-Platz im Ortsteil Friedrichshain, der im Jahr 1972 seinen heutigen Namen erhielt. Diese Namensdoppelung im seit 2001 vereinigten Bezirk erklärt sich aus der Teilung Berlins bis 1990.

## Geschichte

### Zwischen 1732 und 1945

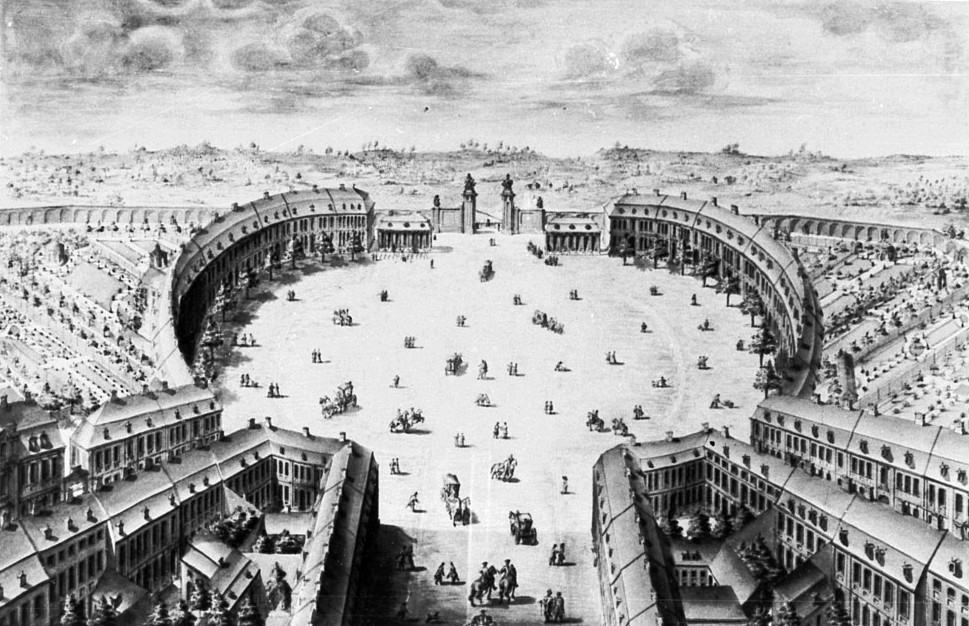
Blick nach Süden um 1750: Vorn Linden-, Friedrich- und Wilhelmstraße, hinten das Hallesche Tor und die Zollmauer

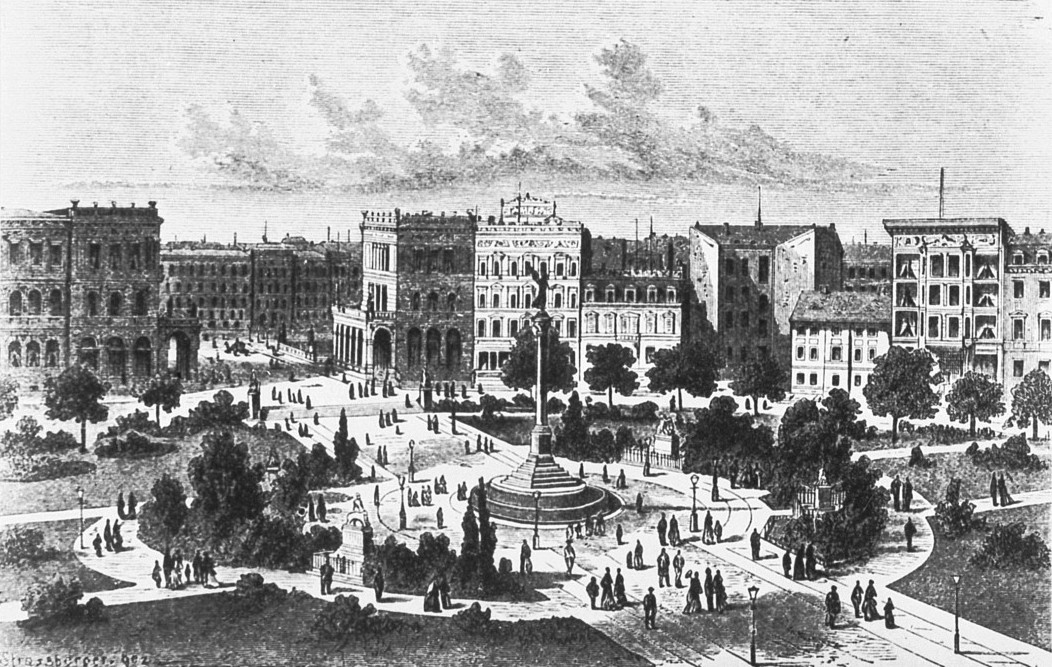
Ansicht 1882
(Blick nach Südwesten)

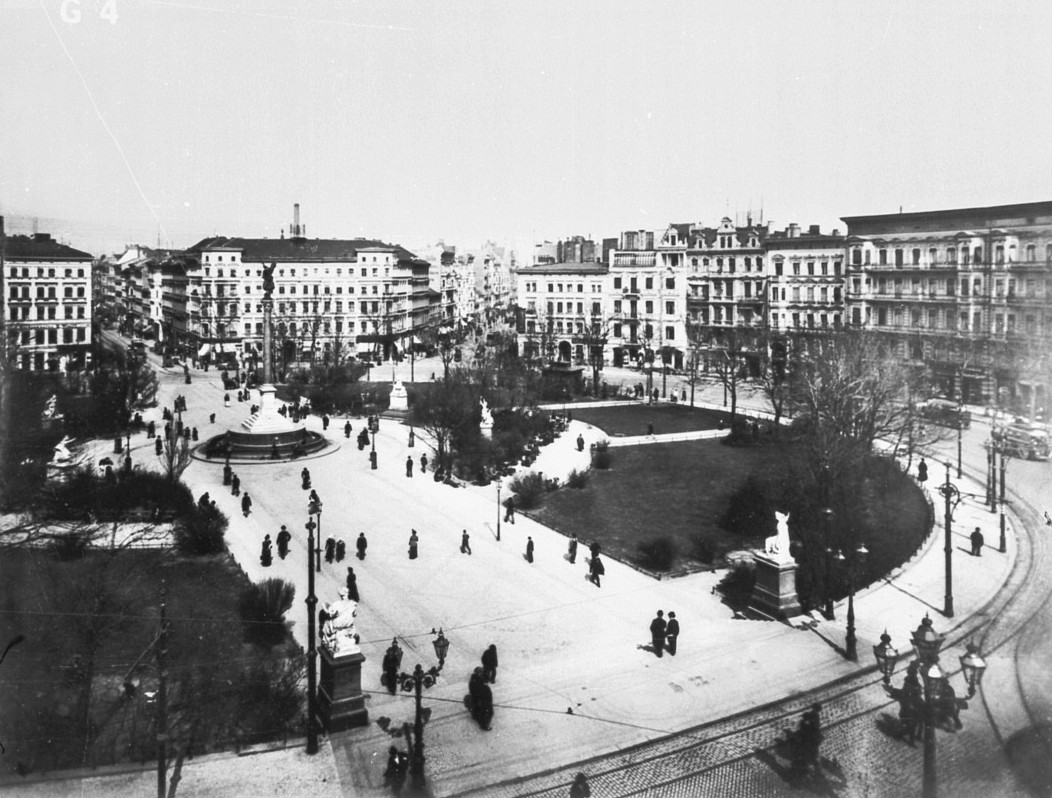
Ansicht 1900
(Blick nach Nordosten)

Friedrich I., ab 1701 König in Preußen, hatte damit begonnen, seine Residenzstadt Berlin dadurch aufzuwerten, dass er ab 1688 die Friedrichstadt, eine Vorstadt außerhalb des alten Stadtkerns, anlegen ließ. Sein Sohn und Nachfolger Friedrich Wilhelm I. (der „Soldatenkönig“) ließ sie erheblich ausbauen. Die Friedrichstadt wurde unter Leitung des Oberbaudirektors Philipp Gerlach nach Süden bis zum Halleschen Tor erweitert. Es war eines von 14 Toren in der neuen Zollmauer (Akzisemauer), die der König rings um die Stadt errichten ließ. In den Jahren 1732 bis 1734 entstanden unmittelbar hinter dieser Mauer drei repräsentative Plätze, die zunächst nach ihren Grundrissen benannt wurden: Im Westen das Viereck, auch Karree oder Quarrée (der heutige Pariser Platz), und das achteckige Oktogon (heute: Leipziger Platz), im Süden das Rondell (heute: Mehringplatz), dessen städtebauliches Vorbild die Piazza del Popolo in Rom war. Die drei großen Nord-Süd-Verbindungen der Friedrichstadt – mit der Friedrichstraße als Hauptachse in der Mitte, westlich davon die Wilhelmstraße und östlich die Lindenstraße – wurden als Dreistrahl auf dem Rondell zusammengeführt. Über die Plätze hinter den Zollschranken wurden Menschen und Waren in die verschiedenen Stadtteile weitergeleitet.
Rondell und Hallesches Tor waren während der Napoleonischen Kriege Schauplätze besonderer Ereignisse, immer unter großer Anteilnahme der Bevölkerung: Hier zogen 1806 die Besatzungstruppen Napoleons in die Stadt ein, hier verließen sie die Stadt im Jahr 1813 wieder. Im August desselben Jahres rückten durch dieses Tor die preußischen Truppen und ihre Verbündeten zur Schlacht bei Großbeeren aus, wo sie den Franzosen eine schwere Niederlage zufügten und so die erneute Besetzung Berlins verhinderten.
Die hygienischen Verhältnisse blieben lange katastrophal, Abwässer aller Art flossen offen in den Rinnsteinen. Nach einer Überschwemmung im Jahr 1829 erhielt der Platz 1834 eine Kiesaufschüttung von 1,25 Meter Höhe. In einer zweiten Phase wurde der nochmals höher gelegte Platz 1839 mit einer repräsentativ gestalteten Grünanlage versehen. Inzwischen hatte auch die Entwicklung zur gutbürgerlichen Wohngegend begonnen, eine Tendenz, die sich in den folgenden Jahrzehnten verstärkt fortsetzte. Die ursprüngliche Bebauung hatte aus einfachen, schlicht verputzten zweigeschossigen Häusern bestanden. In der Mitte des 19. Jahrhunderts beherrschten vier- bis fünfgeschossige klassizistische Bauten das Bild, später zeigten die Fassaden die ausladenden Schmuckformen der Gründerzeit.

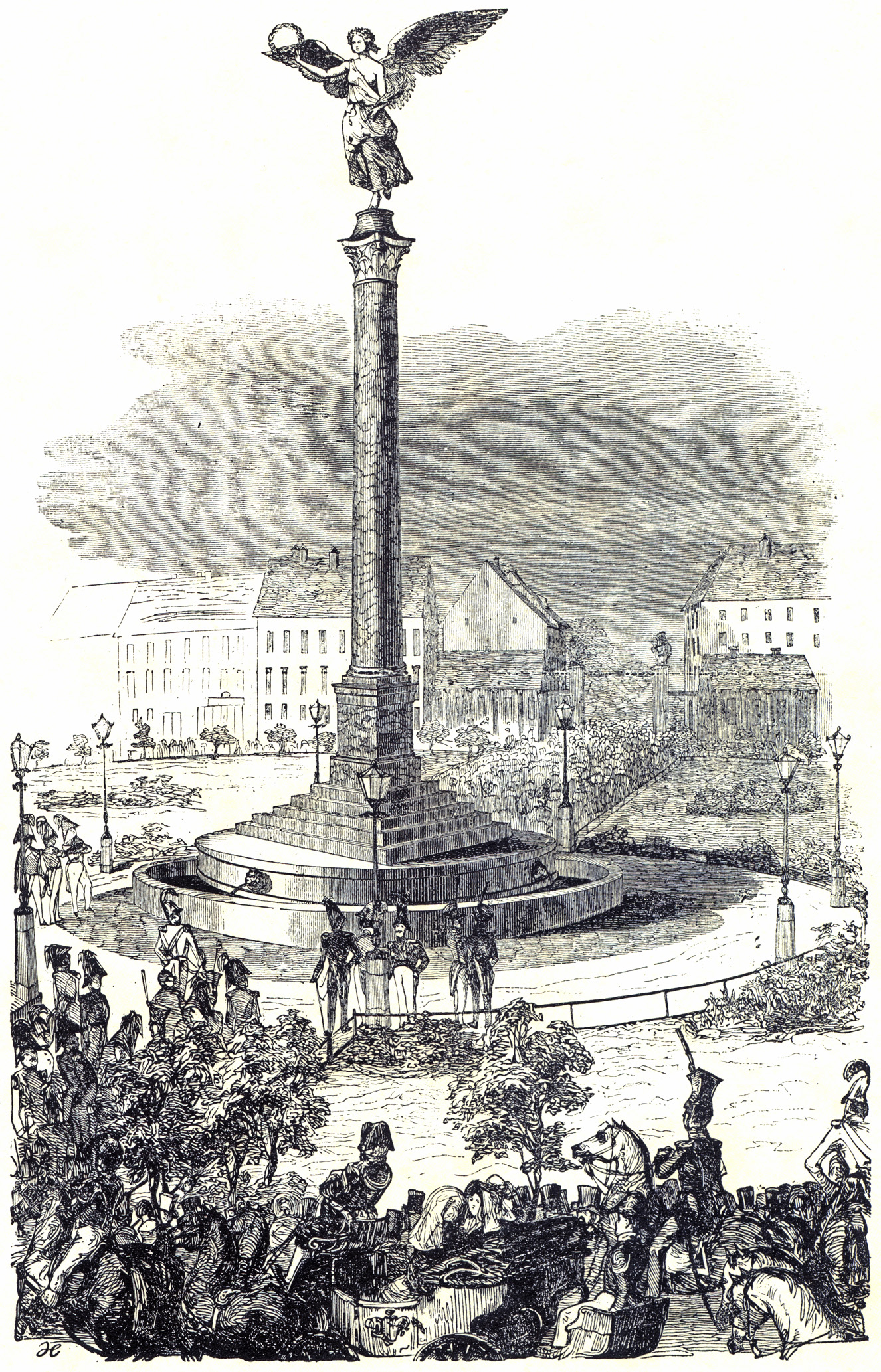
Friedenssäule auf dem Belle-Alliance-Platz

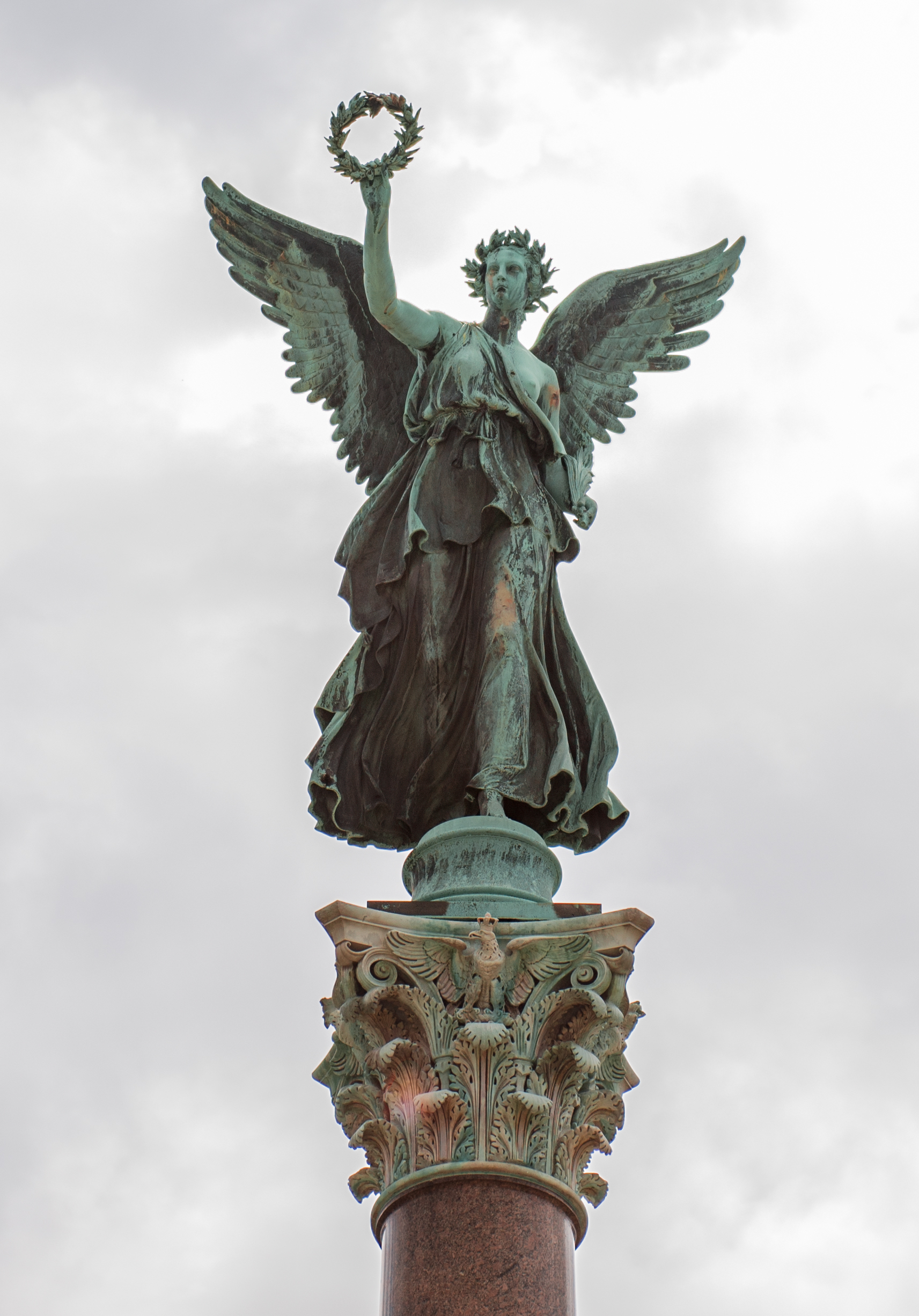
Plastik der Viktoria vom Mehringplatz

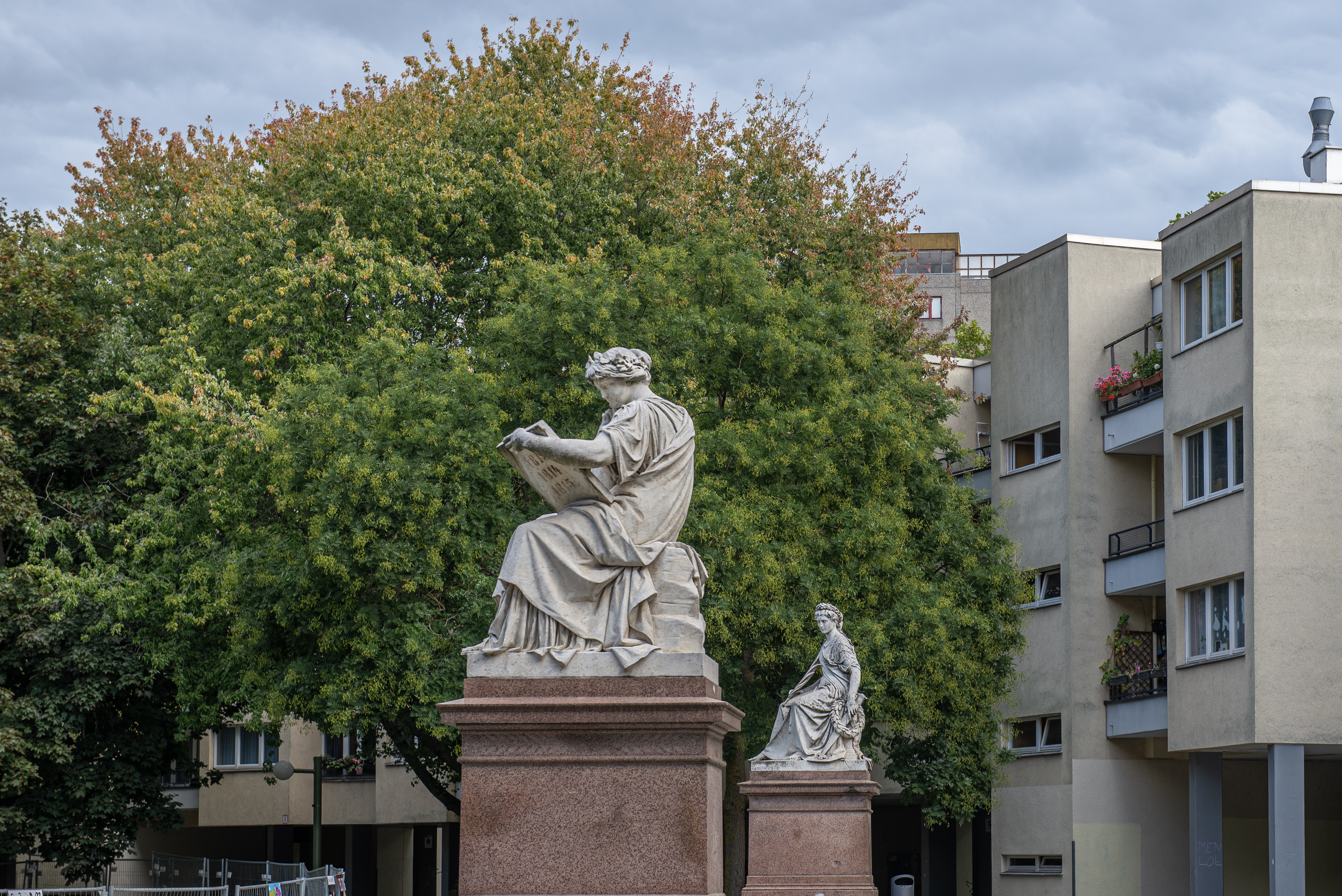
Klio von Ferdinand Hartzer und der Friede von Albert Wolff

Nach dem Wegfall der Akzisemauer wurde um 1870 auch das Hallesche Tor abgerissen, die Ortsbezeichnung aber beibehalten. Die Nutzung des Platzes für Wochenmärkte wurde 1886 eingestellt, man brauchte Raum für die neuen Verkehrsmittel Omnibus und Straßenbahn. Seit 1902 hält die U-Bahn am Bahnhof Hallesches Tor. Je weiter sich Berlin ausdehnte, desto mehr wurde die südliche Friedrichstadt in das Berliner Zentrum integriert, damals die Machtzentrale des Kaiserreichs. Der nahegelegene Belle-Alliance-Platz bot großbürgerlichen Wohnkomfort und eine gepflegte Umgebung. Nach und nach schmückten Skulpturen die Anlage, seit 1843 die zentral aufgestellte 19 Meter hohe Friedenssäule mit der aus Bronze bestehenden Statue der Siegesgöttin Viktoria von Christian Daniel Rauch. Die Figur symbolisiert den ruhmreichen militärischen Sieg, nach preußischer Staatsauffassung eine Vorbedingung des Friedens. Das Bildprogramm des Platzes wurde 1876 erweitert durch Allegorien der vier Siegermächte von Waterloo (oder Belle-Alliance), 1879 folgten noch die Plastiken Der Friede und Die Geschichtsschreibung. Die beiden 1879 nach Entwürfen von Heinrich Strack errichteten Torhäuser wurden im Volksmund als „Magistratsklaviere“ bezeichnet.
Als im Jahr 1920 die neue Stadtgemeinde Groß-Berlin gebildet wurde, fasste die Stadtverwaltung die Gegend um den Belle-Alliance-Platz, die östlich angrenzende Luisenstadt und die Tempelhofer Vorstadt zum neuen Bezirk Kreuzberg (zunächst: Bezirk Hallesches Tor) zusammen.
Das vorläufige Ende des Platzes kam im Zweiten Weltkrieg, am 3. Februar 1945. Die Nähe zur Berliner Innenstadt, insbesondere zum Regierungsviertel an der Wilhelmstraße wurde dem Platz und seinen Randgebäuden zum Verhängnis. Bei einem alliierten Luftangriff warfen in der Mittagszeit zwischen 11 und 13 Uhr etwa 900 viermotorige Bomber der USAAF in zwei Wellen insgesamt 7160 Spreng- und 996 Brandbomben auf das Berliner Stadtgebiet. Mehr als 120.000 Menschen wurden obdachlos. 2.296 Bauten waren total zerstört, 909 schwer und 3.606 mittel bis leicht beschädigt, 22.519 Wohnungen vernichtet, wegen Einsturzgefahr mussten weitere 27.017 Wohnungen geräumt werden. Selbst diese Ruinen waren in der Schlacht um Berlin gegen Kriegsende noch hart umkämpft. Mit Barrikaden auf der Belle-Alliance-Brücke glaubte die deutsche Heeresführung, die von Süden (Tempelhof) heranrückenden Truppen der Roten Armee aufhalten zu können. Viele Menschen starben bei diesem sinnlosen Versuch.

### Nach 1945

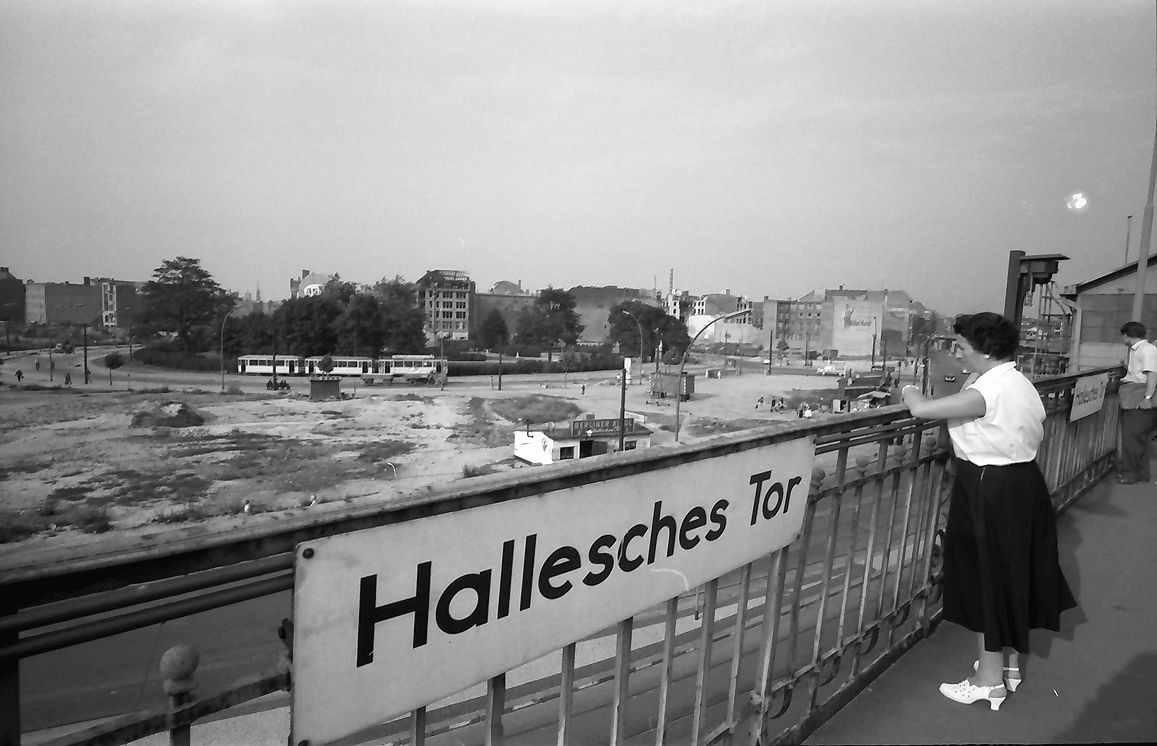
Blick vom U-Bahnhof Hallesches Tor auf den unbebauten Mehringplatz, 1957

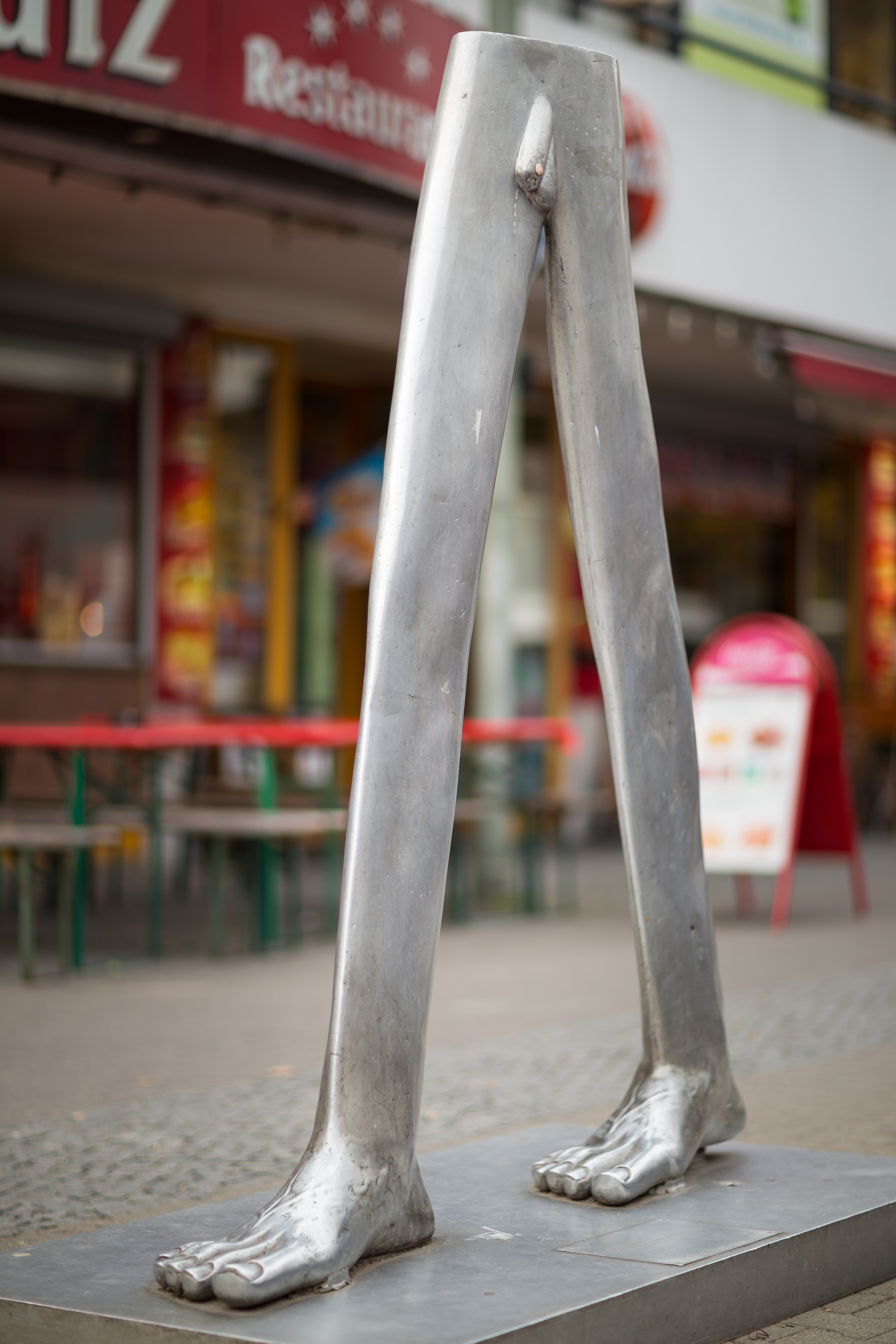
Künstlerische Plastik
Woher kommen wir, wohin gehen wir
von Rainer Kriester aus dem Jahr 1974

Nach dem Ende des Zweiten Weltkriegs wurde der Platz als „total zerstört“ eingestuft. Die ursprüngliche Verkehrsführung blieb bis in die späten 1960er Jahre erhalten, sie verlief jedoch durch kahles, unbebautes Gelände. In der völligen Zerstörung sahen Stadtplaner und Architekten auch eine Chance zu ganz neuen Entwicklungen. Der Architekt Hans Scharoun gewann einen Wettbewerb von 1959/1962 (vor bzw. nach dem Bau der Berliner Mauer) für die Bebauung des Mehringplatzes. Für Scharoun spielte die Gestaltung des sozialen Lebensraums eine entscheidende Rolle, er propagierte die „bewohnbare Stadtlandschaft“, eine „anstelle von Straße und Straßenbild parkähnliche Grünlandschaft, in die sich die zum Block vereinten Wohnzellen hineinlagern“.
Im Jahr 1968 übernahm der Architekt Werner Düttmann die Arbeiten am Mehringplatz von seinem Lehrer Scharoun, der 1972 starb. Die stadtplanerischen Vorgaben hatten sich inzwischen grundlegend gewandelt. Der Platz sollte nun ein verdichtetes Wohngebiet nach den Maßgaben des sozialen Wohnungsbaus werden. Da die finanziellen Mittel knapp waren, musste mit stark schematisierten Wohnmodulen gearbeitet werden. Zwei konzentrische Ringe von Wohngebäuden mit vier und sechs Stockwerken umschließen den Platz, der als reine Fußgängerzone gestaltet wurde. Zur Abschirmung gegen die damals geplante Südtangente war die Randbebauung höher. Zu ihr gehören eine Reihe von Ergänzungsbauten: Ein ehemals landeseigenes Seniorenwohnhaus (Düttmann) und westlich das AOK-Gebäude (Scharoun/Fleischer). Die historische Straßenführung wurde verändert, Wilhelm- und Lindenstraße münden seitlich in die Uferstraße am Landwehrkanal, die befahrbare Friedrichstraße endet vor dem nördlichen Zugang zum Platz.

### Situation ab 1990 bis 2010

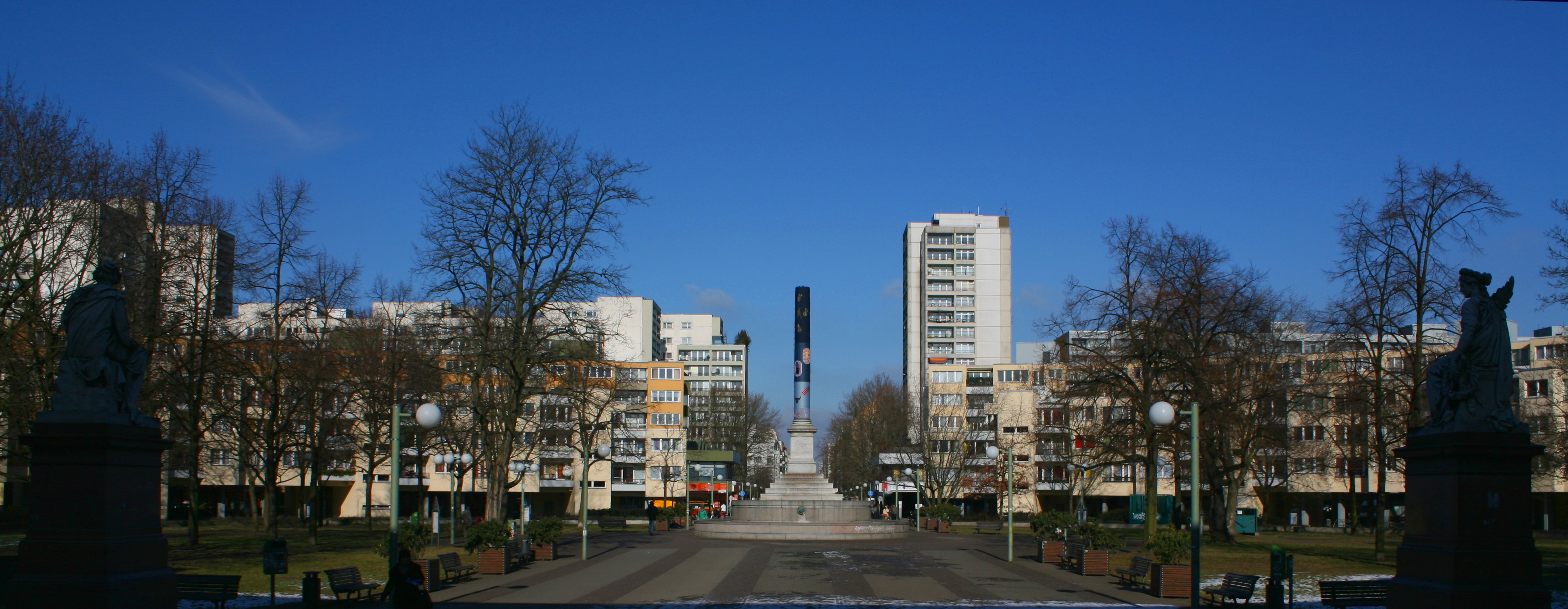
Mehringplatz 2009

Das Neubaugebiet um den Platz gilt seit den späten 1990er Jahren als sozialer Brennpunkt und Präventionsgebiet. Neubauprojekte mit Zubringern, Wohnhäuser für sozial Benachteiligte und Hochhäuser prägen das Quartier Südliche Friedrichstadt insgesamt und auch den Mehringplatz mit seiner unmittelbaren Umgebung. Die Probleme eines sozialen Brennpunktes erforderten seit den frühen 1990er Jahren verschiedene Maßnahmen zur Aufwertung des Areals. Zwischen 1993 und 2001 wurde das Gebiet abschnittsweise saniert, in der Folge wurde unter anderem eine einheitliche Satellitenanlage für den TV-Empfang und leichteren Internet-Zugang installiert. Ein aus städtischen Mitarbeitern und Mitgliedern freier Träger und Initiativen bestehendes Quartiersmanagement hat zum Ziel, unter Beteiligung der Bewohner die Lebens- und Arbeitsbedingungen im Gebiet zu verbessern. Mit Mitteln der Senatsverwaltung für Stadtentwicklung werden aus einem Bewohnerfonds kleinere Vorhaben, aus einem Projektfonds größere Projekte finanziert; eine Bürger-Jury und eine Projekte-Jury entscheiden über die Umsetzung der Anträge. 2004 wurde im Rahmen des „Aktionsforums Mehringplatz“ eine Befragung der Bewohner durchgeführt, Thema war die subjektiv empfundene Wohnqualität. Man wünschte sich gepflegtere Grünanlagen und Spielplätze und beklagte den starken Konsum von Alkohol und anderen Drogen am Platz.
Weil das Quartier um den Mehringplatz und der früher zur DDR gehörige Ortsteil Mitte nahe beieinander liegen, begann bald nach dem Fall der Berliner Mauer eine Diskussion darüber, wie die vormals getrennten westlichen und östlichen Stadthälften zusammenwachsen sollten. Während einige Stadtplaner und Architekten eine möglichst zügige Integration des Viertels in die Strukturen der neuen Berliner Innenstadt bevorzugen, befürworten andere eine behutsame, bürgernahe Politik der Restaurierung und Instandsetzung bestehender Baustrukturen.
Im Jahr 2006 wurde in der auf den Mehringplatz mündenden südlichen Friedrichstraße der Pfad der Visionäre realisiert, in den Boden eingelassene Platten mit Zitaten bedeutender Europäer. Aufgrund von Materialfehlern hielten die Abdeckplatten allerdings nur drei Jahre. Der Mehringplatz endet an der Plastik Woher kommen wir, wohin gehen wir des Berliner Bildhauers Rainer Kriester.

### Seit 2011
Mit Rechtsverordnung vom 15. März 2011 (Rechtskraft am 1. April 2011) setzte der Senat die gesamte Südliche Friedrichstadt förmlich als Sanierungsgebiet fest, mit dem Ziel der „städtebaulich-funktionalen Aufwertung“. Für die in diesem Zusammenhang geplante Umgestaltung des Mehringplatzes initiierte der damalige Baustadtrat von Friedrichshain-Kreuzberg, Hans Panhoff, im Jahr 2014 ein Workshopverfahren und im folgenden Jahr ein offizielles Wettbewerbsverfahren. Gewinner war der gemeinsame Entwurf der Büros ARGE Lavaland GmbH, Berlin und TH Treibhaus, Berlin. Im selben Jahr wurde der Platz mit seinen beiden Gebäuderingen unter Denkmalschutz gestellt, womit die zwischenzeitliche Planung, eine Sichtachse zur Hochbahn am Halleschen Tor zu schaffen, obsolet wurde.
Am Platz entstand Anfang der 2010er Jahre Streetart, u. a. das mittlerweile mit roten Farbbeuteln vandalierte Werk Hoodie Birds (2014) des dänischen Künstlers Don John.
Am 16. Juni 2017 erklärte der Senat die gesamte Südliche Friedrichstadt einschließlich des Mehringplatzes zum Milieuschutzgebiet im Sinne der Erhaltungssatzung, um die Gentrifizierung infolge von aufwertenden Sanierungen zu bremsen. Eigentlich sollte der Umbau entsprechend dem 2015er Wettbewerbsergebnis bereits 2017 beginnen, was sich aber aus unterschiedlichen Gründen verzögerte.
Bis Ende 2018 konnte die Finanzierung des Projekts, das (nunmehr) rund 5,9 Millionen Euro kosten wird, geklärt werden, das Geld hat der Senat in seinem Haushaltsplan 2019 eingestellt. Anfang Februar 2019 begannen die Umbauarbeiten, die in mehreren Bauabschnitten erfolgen sollen. Zunächst wird die innere Platzfläche (der innere Kreis) begrünt und die Fußgängerzonenbereiche werden mit Natursteinen gepflastert. Parallel werden unter Beachtung des Denkmalschutzes das Stadtmobiliar und die Beleuchtung erneuert.
Nach den Grundgedanken der Planer wird der Mehringplatz mit dem Abschluss der Erneuerung wieder als einer „der drei ikonischen Stadttorplätze entlang der historischen Akzisemauer Berlin“ sichtbar gemacht.
2020 übernahm die landeseigene Howoge Wohn- und Gewerbeanlagen am nordwestlichen Mehringplatz.

## Umfeld
Im weiteren Einzugsbereich des Mehringplatzes befinden sich in nördlicher Richtung die historische südliche Friedrichstadt und das traditionelle Zeitungsviertel mit der Bundesdruckerei an der Oranienstraße sowie dem Axel-Springer-Hochhaus und dem Sitz der alternativen Tageszeitung taz an der Rudi-Dutschke-Straße (vormals: Kochstraße). Unweit davon befindet sich der ehemalige Kontrollpunkt Checkpoint Charlie, der während des Kalten Krieges einen Übergang für Alliierte und Diplomaten an der Trennlinie der geteilten Stadt bildete und heute noch an diese Zeit erinnert. Im Nordwesten grenzt das Gebiet um den Platz an das Gelände des einstigen Anhalter Bahnhofs, etwas weiter entfernt an den Potsdamer Platz. Nordöstlich des Platzes steht das Jüdische Museum, im Osten das zentrale Schwimmbad Kreuzbergs, das Prinzenbad. Nach Süden und Südwesten schließt sich jenseits des Landwehrkanals mit vielen erhaltenen Altbauten das traditionelle – im Zweiten Weltkrieg weniger zerstörte – Kreuzberg an.
Die Anzahl der Bewohner dieses Einzugsgebiets wird mit rund 13.000 Personen angegeben.

## Verkehrsanbindung
Der Mehringplatz ist durch den U-Bahnhof Hallesches Tor (Linien U1, U3 und U6) sowie mehrere Buslinien, darunter die Metrobuslinie M41, an das BVG-Verkehrsnetz angebunden, der in der Nähe gelegene Anhalter Bahnhof (Linien S1, S2, S25 und S26) bietet zudem eine Verbindung zur S-Bahn.